# Гетто в Гольшанах
Гетто в Гольша́нах (сентябрь 1941 — октябрь 1942) — еврейское гетто, место принудительного переселения евреев деревни Гольшаны Ошмянского района Гродненской области и близлежащих населённых пунктов в процессе преследования и уничтожения евреев во время оккупации территории Белоруссии войсками нацистской Германии в период Второй мировой войны.

## Оккупация Гольшан и создание гетто
Деревня Гольшаны была захвачена немецкими войсками 26 июня 1941 года, и оккупация продлилась до 7 июля 1944 года. Эвакуироваться успела только малая часть местных евреев.
После оккупации евреям приказали нашить на одежду желтые знаки в виде шестиконечной звезды, им запретили передвигаться по тротуарам и общаться с местными жителями-неевреями. Для передачи немецких приказов и контроля за их исполнением нацисты заставили евреев организовать юденрат во главе с раввином Реувеном Хадаш, от которого в первую очередь потребовали переписать гольшанских евреев. Для обеспечения порядка среди евреев и исполнения указов в отношении евреев немцы приказали создать еврейскую полицию. От юденрата требовали выплат «контрибуций» для немцев в виде теплой одежды, постельного белья и других вещей. Поскольку эти поборы осуществлялись под угрозой расстрела, то евреи зачастую тайно покупали недостающие вещи у белорусов и поляков, чтобы избежать смерти, и почти сразу были разорены.
Евреев использовали на тяжелых и грязных принудительных работах — разборке завалов, ремонте дорог, валке леса и других. Часто евреев заставляли исполнять бессмысленно-издевательскую работу — например, выщипывать траву между булыжниками на улицах.

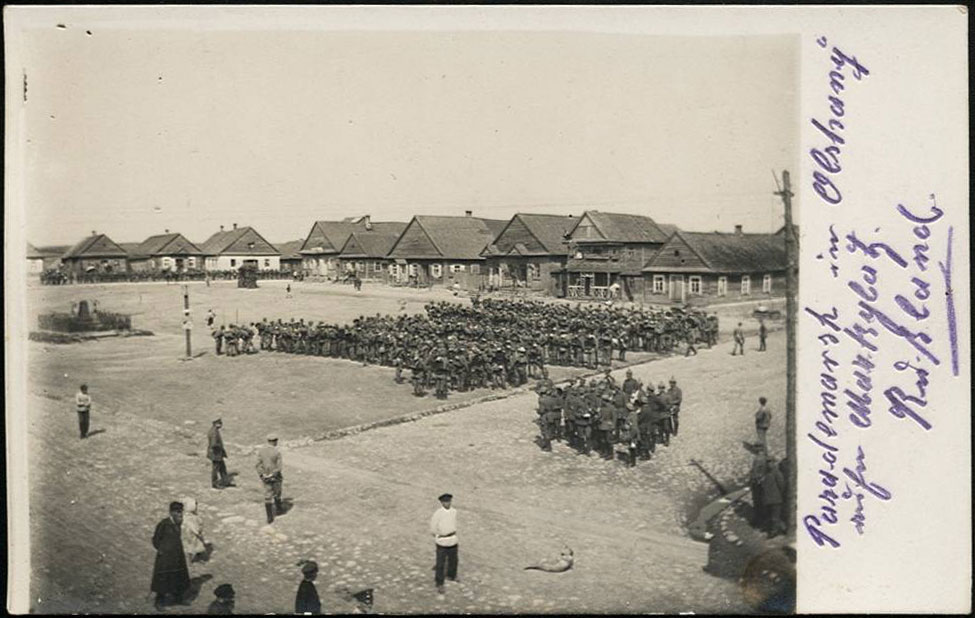
Рыночная площадь в Гольшанах, возле которой находилось гетто

## Условия в гетто
В сентябре 1941 года немцы, реализуя нацистскую программу уничтожения евреев, согнали евреев Гольшан в гетто.
Под территорию гетто отвели дома́ рядом с рыночной площадью вокруг синагоги. Нееврев из этих домов выселили, а евреев заселили — разрешив взять с собой только то, что можно было унести в руках. Гетто было переполнено — в каждый дом загнали по нескольку еврейских семей.
Гетто было огорожено колючей проволокой и охранялось местными полицаями.
13 мая 1942 года гебитскомиссар Виленской области Вульф Хорст для предотвращения побегов из гетто ввёл для узников круговую поруку (коллективную ответственность) — в случае бегства своими жизнями отвечали оставшиеся.

## Уничтожение гетто
Весной 1942 года несколько сотен (150) гольшанских евреев были переведены в гетто Воложина и убиты там, а оставшихся осенью 1942 года перегнали в Ошмянское гетто.
Летом 1942 года около 200 молодых евреев из Гольшан переправили в разные трудовые лагеря — в основном, в Жежмаряй в Литве. Других перевели в Виленское гетто, в лагерь в Кайшядорисе и в лагеря смерти в Эстонии, в Понары, в 9-й форт в Каунасе и в концлагеря Германии (Штуттхоф, Шёмберг, Ландсберг-на-Лехе и Дахау). В конце августа 1942 года в гетто Гольшан осталось 450 евреев.
В октябре 1942 года гетто в Гольшанах было ликвидировано, последних гольшанских евреев переместили в Ошмянское гетто, где впоследствии убили во время очередной «акции» (таким эвфемизмом нацисты называли организованные ими массовые убийства).

## Случаи спасения и «Праведники народов мира»
Сохранились свидетельства, что во время оккупации гольшанский ксендз Хамский призывал в своих проповедях к состраданию и помощи евреям.
Из примерно 800 евреев Гольшан выжили только около 30 человек — в основном те, кто был депортирован в Жежмаряй.

## Память
Опубликованы неполные списки жертв геноцида евреев в Гольшанах.
Памятника жертвам Холокоста в Гольшанах нет.

## Комментарии
1. ↑  В русском языке за служащими коллаборационистских полицейских органов закрепилось разговорное уничижительное название полица́й (во множественном числе — полица́и).